# Joanna Sulej
Joanna Sulej (ur. 16 września 1989 w Łosicach) – polska łyżwiarka figurowa. Startuje w kategorii par sportowych w barwach klubu Unia Oświęcim.

## Życiorys
Zaczynała jako solistka, reprezentując warszawski klub RKS Marymont. Nadal sporadycznie jeździ solo, ale tylko w zawodach krajowych.
Była podopieczna Zbigniewa Turkowskiego. Mistrzyni Polski 2006 w kategorii juniorek oraz zdobywczyni złotego medalu Ogólnopolskiej Olimpiady Młodzieży 2006 w kategorii juniorek młodszych. Wyróżniona została także za najlepszą zawodniczkę wśród solistek.
W 2008 roku przerwała karierę solową i zaczęła występować w konkurencji par sportowych w parze z Mateuszem Chruścińskim. Po roku treningów zostali mistrzami Polski, a w styczniu 2009, w Helsinkach, zadebiutowali w Mistrzostwach Europy.
Oprócz Iwony Mydlarz-Chruścińskiej, trenują ich Richard Gauthier i Bruno Marcotte. Wcześniej współpracował z nimi Stanisław Leonowicz. Choreografię do programów układają Sarkis Tewanian oraz Julie Marcotte.

## Wybrane osiągnięcia

### W Parach sportowych
| Zawody                               | 2008–2009 | 2009–2010 |
| ------------------------------------ | --------- | --------- |
| Igrzyska olimpijskie                 | –         | 18        |
| Mistrzostwa świata                   | 19        |           |
| Mistrzostwa Europy                   | 15        | 14        |
| Mistrzostwa Polski                   | 1         | 1         |
| Nebelhorn Trophy                     |           | 10        |
| Grand Prix Juniorów, Wielka Brytania | 14        |           |

### Indywidualnie
- 2004 Mistrzostwa Polski – 1. miejsce (solistki)
- 2004 Ogólnopolska Olimpiada Młodzieży 2004 – 2. miejsce (solistki)
- 2005 Mistrzostwa Polski – 1. miejsce (solistki)
- 2006 Ogólnopolska Olimpiada Młodzieży 2006 – 1. miejsce (solistki)